# Calommata transvaalica
Calommata transvaalica is een spinnensoort in de taxonomische indeling van de mijnspinnen (Atypidae).
Het klein dier behoort tot het geslacht Calommata. De wetenschappelijke naam van de soort werd voor het eerst geldig gepubliceerd in 1916 door Hewit en is endemisch in Zuid-Afrika.